# Mesohippus
Mesohippus var en forntida liten stamfader till hästen. Den utvecklades ur de första hästarna Eohippus och Orohippus för ca 35-45 miljoner år sedan under den tid som kallades oligocen.  
Mesohippus var ca 43 cm i mankhöjd och hade tre tår på vardera fot. Den mellersta tån var mycket större och påminde mycket om dagens hästars hovar. Mesohippusen liknade hästen mer till utseendet än vad föregångarna Eohippus och Orohippus hade gjort och hade längre ben. Dagens häst kan man se spår från den forntida hästen. Hästens kastanj, liten hård knöl på innerbenet, säg enligt forskare vara en av den forntidna hästens tå som krupit upp på benet.  
Mesohippusen vandrade bort från de tropiska skogarna och bosatte sig på stäpper med buskvegetation och framtänderna utvecklades då mer på hästarna. Man tror även att fläckarna i den gråbruna pälsen bleknade bort då kamouflaget inte behövdes lika mycket längre. 